# MaK G 322
De MaK G 322 is een dieselhydraulische rangeerlocomotief, gebouwd door het Duitse Maschinenbau Kiel (MaK) en zijn opkoper Siemens tussen 1996 en 1998. Na de overname van MaK door Vossloh is deze locomotief onveranderd als G 400 B verder gebouwd.
Medio jaren 90 zochten de Deense spoorwegen Danske Statsbaner (DSB) een vervanger voor de rangeerlocomotieven serie MH 301-420. Nadat een aantal in België bestelde locomotieven serie MJ wegens het niet bevallen waren geretourneerd, bestelde DSB twintig locomotieven type G 322 bij MaK, die in  1996 en 1997 als MK 601-620 werden geleverd. In 1998 volgde een vervolgbestelling van vijf locomotieven als MK 621-625. 
Na de splitsing van het reizigersverkeer en goederenverkeer in 2001 gingen de MK 604-624 over naar de Railion, thans onderdeel van DB Schenker Rail. De MK 601-603 werden nadien enige tijd aan Railion verhuurd. In 2002 werden deze drie locomotieven aan Vossloh verkocht, die ze aan de Luxemburgse spoorwegen CFL en diverse vervoerders in Duitsland verhuurde. Een van deze locomotieven is door de Deutsche Bahn gehuurd onder het nummer 352 001-2. De MK 625 bleef in gebruik bij DSB voor het rangeren met rijtuigen in Belvedere.